# 未練の波止場 (映画)
『未練の波止場』（みれんのはとば）は、1958年10月15日に公開された、松尾昭典第一回監督作品。主演は二谷英明アクション映画作品。松山恵子のヒット曲である「未練の波止場」を映画化したもの。

## キャスト
- 二谷英明 : 伴健次
- 南寿美子 : 貴志秋子
- 宍戸錠 : 貴志英作
- 近藤宏 : 六助
- 青木富夫 : ゲン
- 冬木京三 : 郷田尽三
- 天路圭子 : 道子
- 山本かほる : 婆さん
- 深江章喜 : 辰
- 長弘 : 朝
- 菅井一郎 : 石毛小次郎
- 松山恵子 : 三国ケイ子

## スタッフ
- 監督：松尾昭典
- 脚本：松原佳成
- 原案 : 松浦健郎
- 音楽：真鍋理一郎
- 撮影：高村倉太郎
- 編集：近藤光雄
- 企画 ：浅田健三
- 助監督 : 西村昭五郎
- 主題歌：「未練の波止場」、「港の夜風」: 松山恵子